# Прва лига Југославије у кошарци 1987/88.
Прва лига Југославије у кошарци 1987/88. је било 44. првенство СФРЈ у кошарци. Титулу је освојила Југопластика.

## Преглед сезоне
У утакмци 5. кола између Задра и Цибоне, Стојко Вранковић је приликом загревања пред утакмицу сломио кош, па су му судије досудиле техничку пре почетка утакмице, а Цибони два слободна бацања које је извео Дражен Петровић и погодио оба. Тек онда је уследило подбацивање.

### Табела
|     | Тим            | Игр. | Поб. | Нер. | Изг. | П+   | П-   | П+/- | Бод |
| --- | -------------- | ---- | ---- | ---- | ---- | ---- | ---- | ---- | --- |
| 1.  | Југопластика   | 22   | 21   | 0    | 1    | 2025 | 1764 |      | 43  |
| 2.  | Цибона Загреб  | 22   | 17   | 0    | 5    | 2235 | 2007 |      | 39  |
| 3.  | Партизан       | 22   | 15   | 0    | 7    | 2066 | 1973 |      | 37  |
| 4.  | Смелт Олимпија | 22   | 14   | 0    | 8    | 2018 | 1943 |      | 36  |
| 5.  | Задар          | 22   | 10   | 0    | 12   | 2050 | 1974 |      | 32  |
| 6.  | Црвена звезда  | 22   | 10   | 0    | 12   | 1937 | 1997 |      | 32  |
| 7.  | ИМТ Београд    | 22   | 9    | 0    | 13   | 2042 | 2106 |      | 31  |
| 8.  | Шибенка        | 22   | 9    | 0    | 13   | 1976 | 2020 |      | 31  |
| 9.  | Босна          | 22   | 8    | 0    | 14   | 1992 | 2028 |      | 30  |
| 10. | Борац Чачак    | 22   | 7    | 0    | 15   | 1839 | 2002 |      | 29  |
| 11. | МЗТ Скопље     | 22   | 6    | 0    | 16   | 1858 | 2046 |      | 28  |
| 12. | Будућност      | 22   | 6    | 0    | 16   | 1915 | 2093 |      | 28  |

Легенда:

### Плеј-оф
1. Југопластика - Партизан 101:79
2. Партизан - Југоспластика 86:80
3. Југопластика - Партизан 88:67

## Састави екипа
| Екипа         | Играчи | Тренер           |
| ------------- | --- | ---------------- |
| Југопластика  | Зоран Сретеновић, Велимир Перасовић, Алановић, Тони Кукоч, Жељко Пољак, Жан Табак, Душко Ивановић, Дино Рађа, Вучић, Мишковић, Стипанчев, Колудровић                                                                | Божидар Маљковић |
| Партизан      | Александар Ђорђевић, Мирослав Пецарски, Желимир Обрадовић, Дејан Лакићевић, Горан Грбовић, Владе Дивац, Иво Накић, Жарко Паспаљ, Оливер Поповић, Обрад Игњатовић, Борис Орцев, Слободан Кањевац, Душан Бабац        | Душко Вујошевић  |
| Цибона        | Иван Сунара, Лука Павићевић, Зоран Чутура, Дражен Анзуловић, Дражен Петровић, Данко Цвјетичанин, Бранко Вукићевић, Свен Ушић, Небојша Разић, Фрањо Араповић                                                         | Мирко Новосел    |
| Олимпија      | Петер Вилфан, Јуре Здовц, Бобан Петровић, Радисав Ћурчић, Жарко Ђуришић, Душан Хауптман, Славко Котник |                  |
| Задар         | Дарко Пахлић, Петар Поповић, Покрајац, Анте Матуловић, Стипе Шарлија, Драженко Блажевић, Стојко Вранковић, Вељко Петрановић, Аријан Комазец, Марцелић                                                               | Јосип Ђерђа      |
| Црвена звезда | Небојша Илић, Мирко Милићевић, Бранислав Прелевић, Предраг Богосављев, Слободан Јанковић, Зуфер Авдија, Зоран Јовановић, Срђан Дабић, Стеван Караџић, Саша Обрадовић, Иво Петовић, Растко Цветковић, Мирко Павловић | Владе Ђуровић    |
| Босна         | Теоман Алибеговић, Раденко Добраш, Предраг Беначек, Џевад Алихоџић, Мулановић, Марио Приморац, Самир Авдић, Емир Мутапчић, Здравко Радуловић, Мирољиб Митровић                                                      | Младен Остојић   |
| ИМТ           | Владимир Драгутиновић | Драган Шакота    |